# Hrabstwo Young

Piramida wieku hrabstwa

Hrabstwo Young – hrabstwo położone w USA, w stanie Teksas. Utworzone w 1856 r. Według danych szacunkowych z 2024 liczy 18,2 tys. mieszkańców. Siedzibą hrabstwa jest miasteczko Graham. Inne miejscowości to: Newcastle, Olney i South Bend.

## Geografia
Całkowita powierzchnia hrabstwa wynosi 2411 km² , z czego 2368,5 km² to ląd, a 42,5 km² to wody (ok. 1,8%). Hrabstwo jest dobrze nawodnione, głównie przez rzekę Brazos i jej dopływy. Rzeka Brazos tworzy jezioro Possum Kingdom Lake w południowo-wschodniej części hrabstwa, a także przepływa przez jezioro Lake Graham.
Hrabstwo charakteryzuje się pagórkowatym i pofałdowanym krajobrazem, z wysokościami wahającymi się od ok. 300 do 400 metrów n.p.m. Leży w ekoregionie Cross Timbers and Prairie, co oznacza, że jest przeważająco porośnięte wysokimi i średnimi trawami oraz krzewami i rozproszonymi drzewami, takimi jak dęby i mesquite. Lasy stanowią zaledwie około 7,4% powierzchni. 

### Sąsiednie hrabstwa
- Hrabstwo Archer (północ)
- Hrabstwo Jack (wschód)
- Hrabstwo Palo Pinto (południowy wschód)
- Hrabstwo Stephens (południe)
- Hrabstwo Throckmorton (zachód)

## Gospodarka
W skład działalności gospodarczej hrabstwa wchodzą: wydobycie ropy naftowej, rolnictwo (gł. hodowla bydła mięsnego, uprawa pszenicy, bawełny, siana, orzechów pekan i brzoskwiń), turystyka i dzierżawa myśliwska. Graham, jako siedziba hrabstwa, jest głównym ośrodkiem produkcyjnym, gdzie działają firmy zajmujące się m.in. produkcją sprzętu i maszyn dla przemysłu naftowego i gazowego.

## Demografia
Według danych pięcioletnich z 2023 roku, mieszkańcy deklarują głównie pochodzenie meksykańskie (16%), angielskie (13,1%), „amerykańskie” (8,8%), mieszane (8,7%), niemieckie (8,4%), irlandzkie (6,6%) i szkockie lub szkocko–irlandzkie (3,7%). Trzy czwarte (75,6%) populacji stanowili biali niebędący Latynosami. 

## Religia
Pod względem religijnym zdecydowana większość mieszkańców hrabstwa to ewangelikalni protestanci. W 2020 roku 10,3% populacji stanowili katolicy, 1,3% świadkowie Jehowy i 1,2% mormoni.